# Artalens-Souin
Artalens-Souin  là một xã thuộc tỉnh Hautes-Pyrénées trong vùng Occitanie tây nam nước Pháp. Khu vực này có độ cao trung bình 1186 mét trên mực nước biển.